# Safe House
Safe House (bra: Protegendo o Inimigo; prt: Detenção de Risco) é um filme americano de suspense lançado em 2012. A estréia em Hollywood do diretor sueco Daniel Espinosa, tem Denzel Washington, Ryan Reynolds, Vera Farmiga e Brendan Gleeson no elenco, e foi filmado na África do Sul. O sucesso de bilheteria fez o estúdio Universal Pictures considerar fazer uma continuação.

## Elenco
- Denzel Washington - Tobin Frost
- Ryan Reynolds - Matt Weston
- Vera Farmiga - Catherine Linklater
- Brendan Gleeson - David Barlow
- Sam Shepard - Harlan Whitford
- Rubén Blades - Carlos Villar
- Nora Arnezeder - Ana Moreau
- Robert Patrick - Daniel Kiefer
- Liam Cunningham - Alec Wade
- Joel Kinnaman - Keller
- Fares Fares - Vargas

## Recepção
No consenso do agregador de críticas Rotten Tomatoes diz: "As estrelas de Safe House, Washington e Reynolds, ficam decepcionadas com um roteiro fino e sequências de ação editadas de forma irregular." Na pontuação onde a equipe do site categoriza as opiniões da grande mídia e da mídia independente apenas como positivas ou negativas, o filme tem um índice de aprovação de 53% calculado com base em 196 comentários dos críticos. Por comparação, com as mesmas opiniões sendo calculadas usando uma média aritmética ponderada, a nota alcançada é 5,7/10.
Em outro agregador, o Metacritic, que calcula as notas das opiniões usando somente uma média aritmética ponderada de determinados veículos de comunicação em maior parte da grande mídia, tem uma pontuação de 52/100, alcançada com base em 36 avaliações da imprensa anexadas no site, com a indicação de "revisões mistas ou neutras ".